# Livadă

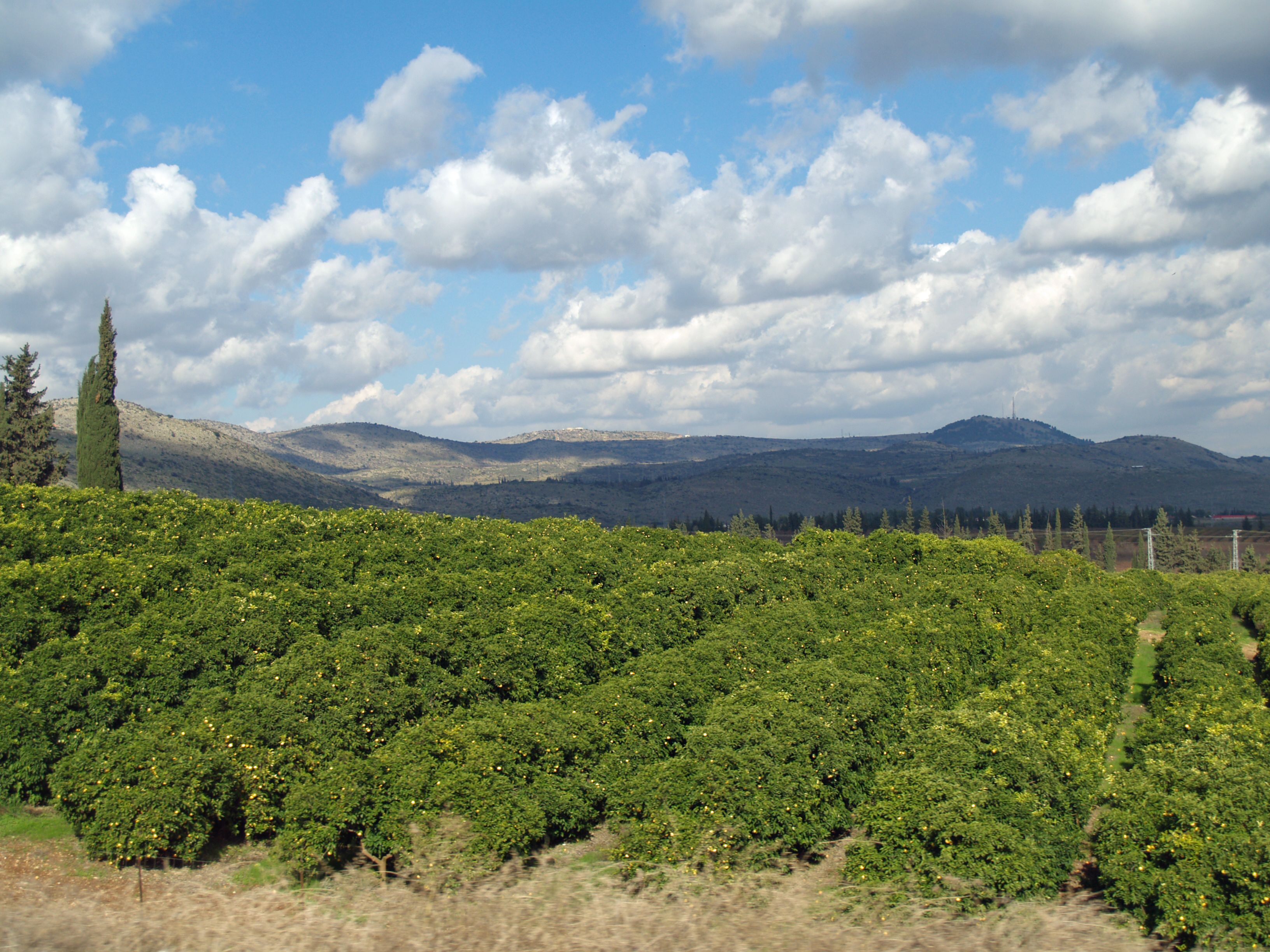
Livadă de lămâi în Israel.

O livadă este un teren agricol cultivat cu pomi fructiferi sau arbuști cu scopul de a produce fructe sau nuci, alune, etc.